# Baeonothrips moundi
Baeonothrips moundi är en insektsart som först beskrevs av Stannard 1970.  Baeonothrips moundi ingår i släktet Baeonothrips och familjen rörtripsar. Inga underarter finns listade i Catalogue of Life.